# Leptura ponderosissima
Leptura ponderosissima är en skalbaggsart som beskrevs av Henry Frederick Wickham 1913. Leptura ponderosissima ingår i släktet Leptura och familjen långhorningar. Inga underarter finns listade i Catalogue of Life.